# Număr eulerian
În combinatorică un număr eulerian A(n, m) este numărul de permutări ale numerelor de la 1 la n în care exact m elemente sunt mai mari decât elementul anterior (permutări cu m „ascensiuni”). Aceștia sunt coeficienții polinoamelor euleriene:
{\displaystyle A_{n}(t)=\sum _{m=0}^{n}A(n,m)\ t^{m}.}
Polinoamele euleriene sunt definite de funcția generatoare exponențială:
{\displaystyle \sum _{n=0}^{\infty }A_{n}(t)\cdot {\frac {x^{n}}{n!}}={\frac {t-1}{t-\mathrm {e} ^{(t-1)x}}}.}
Polinoamele euleriene pot fi calculate prin recursivitate:
{\displaystyle A_{0}(t)=1,}
{\displaystyle A_{n}(t)=t(1-t)\cdot A_{n-1}'(t)+A_{n-1}(t)\cdot (1+(n-1)t),\quad n\geq 1.}
Un mod echivalent de a scrie această definiție este de a stabili polinoamele euleriene inductiv prin:
{\displaystyle A_{0}(t)=1,}
{\displaystyle A_{n}(t)=\sum _{k=0}^{n-1}{\binom {n}{k}}A_{k}(t)\cdot (t-1)^{n-1-k},\quad n\geq 1.}
Alte notații pentru A(n, m) sunt E(n, m) și {\displaystyle \textstyle \left\langle {n \atop m}\right\rangle }.

## Istoric

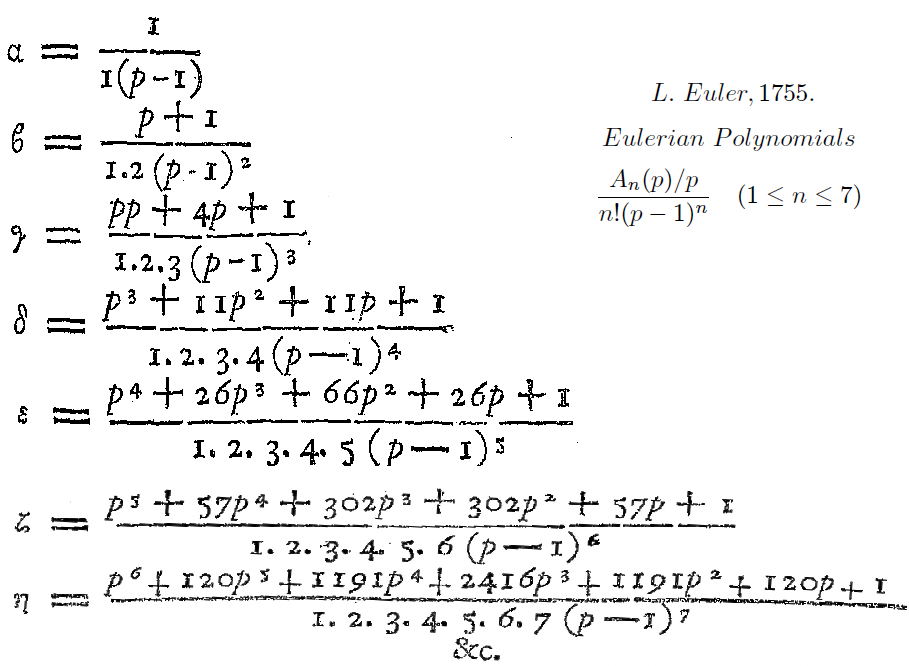
Polinoamele cunoscute în prezent drept polinoame euleriene în lucrarea lui Euler din 1755, Institutiones calculi differentialis, part 2, p. 485/6. Coeficienții acestor polinoame sunt cunoscuți ca fiind numere euleriene.

În cartea sa Institutiones calculi differentialis din 1755 Leonhard Euler a cercetat polinoamele α1(x) = 1, α2(x) = x + 1, α3(x) = x2 + 4x + 1 etc. (v. facsimilul). Aceste polinoame sunt o primă formă a ceea ce se numesc acum polinoamele euleriene An(x).

## Properietăți fundamentale
Pentru o valoare dată n > 0, indicele m din A(n, m) poate lua valori de la 0 la n − 1. Pentru n fix există o singură permutare care are 0 ascensiuni: (n, n − 1, n − 2, ..., 1). Există, de asemenea, o singură permutare care are n − 1 ascensiuni; aceasta este permutarea cu ordine crescătoare (1, 2, 3, ..., n). Prin urmare, A(n, 0) și A(n, n − 1) sunt 1 pentru toate valorile lui n.
Inversarea unei permutări cu m ascensiuni creează o altă permutare în care există n − m − 1 ascensiuni.
Prin urmare, A(n, m) = A(n, n − m  − 1).
Valorile lui A(n, m) pot fi calculate manual pentru valori mici ale lui n și m. De exemplu
| n | m | Permutări                               | A(n, m)    |
| - | - | --------------------------------------- | ---------- |
| 1 | 0 | (1)                                     | A(1,0) = 1 |
| 2 | 0 | (2, 1)                                  | A(2,0) = 1 |
| 2 | 1 | (1, 2)                                  | A(2,1) = 1 |
| 3 | 0 | (3, 2, 1)                               | A(3,0) = 1 |
| 3 | 1 | (1, 3, 2) (2, 1, 3) (2, 3, 1) (3, 1, 2) | A(3,1) = 4 |
| 3 | 2 | (1, 2, 3)                               | A(3,2) = 1 |
Pentru valori mari ale lui n, A(n, m) poate fi calculat cu relația recursivă
{\displaystyle A(n,m)=(n-m)A(n-1,m-1)+(m+1)A(n-1,m).}
De exemplu
{\displaystyle A(4,1)=(4-1)A(3,0)+(1+1)A(3,1)=3\times 1+2\times 4=11.}
Valorile lui A(n, m) pentru 0 ≤ n ≤ 9 sunt:
| mn | 0 | 1   | 2     | 3     | 4      | 5     | 6     | 7   | 8 |
| -- | - | --- | ----- | ----- | ------ | ----- | ----- | --- | - |
| 1  | 1 |     |       |       |        |       |       |     |   |
| 2  | 1 | 1   |       |       |        |       |       |     |   |
| 3  | 1 | 4   | 1     |       |        |       |       |     |   |
| 4  | 1 | 11  | 11    | 1     |        |       |       |     |   |
| 5  | 1 | 26  | 66    | 26    | 1      |       |       |     |   |
| 6  | 1 | 57  | 302   | 302   | 57     | 1     |       |     |   |
| 7  | 1 | 120 | 1191  | 2416  | 1191   | 120   | 1     |     |   |
| 8  | 1 | 247 | 4293  | 15619 | 15619  | 4293  | 247   | 1   |   |
| 9  | 1 | 502 | 14608 | 88234 | 156190 | 88234 | 14608 | 502 | 1 |
Tabloul triunghiular de mai sus se numește triunghiul lui Euler și are unele caracteristici comune cu triunghiul lui Pascal. Suma valorilor elementelor din rândul n este factorialul n!.

## Formula explicită
Formula explicită pentru A(n, m) este
{\displaystyle A(n,m)=\sum _{k=0}^{m+1}(-1)^{k}{\binom {n+1}{k}}(m+1-k)^{n}.}
Se poate vedea din această formulă, precum și din interpretarea combinatorică, că {\displaystyle A(n,n)=0} pentru {\displaystyle n>0}, astfel încât {\displaystyle A_{n}(t)} este un polinom de gradul {\displaystyle n-1} pentru {\displaystyle n>0}.

## Proprietățile sumelor
Din definiția combinatorică reiese clar că suma numerelor euleriene pentru o valoare fixă a lui n este numărul total de permutări ale numerelor de la 1 la n, deci
{\displaystyle \sum _{m=0}^{n-1}A(n,m)=n!{\text{ for }}n\geq 1.}
Suma alternantă a numerelor euleriene pentru o valoare fixă a lui n este legată de numerele Bernoulli⁠(d) Bn+1
{\displaystyle \sum _{m=0}^{n-1}(-1)^{m}A(n,m)={\frac {2^{n+1}(2^{n+1}-1)B_{n+1}}{n+1}}{\text{ for }}n\geq 1.}
Alte proprietăți ale sumelor numerelor euleriene sunt:
{\displaystyle \sum _{m=0}^{n-1}(-1)^{m}{\frac {A(n,m)}{\binom {n-1}{m}}}=0{\text{ for }}n\geq 2,}
{\displaystyle \sum _{m=0}^{n-1}(-1)^{m}{\frac {A(n,m)}{\binom {n}{m}}}=(n+1)B_{n}{\text{ for }}n\geq 2,}
unde Bn este al n-lea număr Bernoulli.

## Identități
Numerele euleriene sunt implicate în funcția generatoare pentru șirul n al puterilor:
{\displaystyle \sum _{k=0}^{\infty }k^{n}x^{k}={\frac {\sum _{m=0}^{n-1}A(n,m)x^{m+1}}{(1-x)^{n+1}}}={\frac {x\cdot A_{n}(x)}{(1-x)^{n+1}}}}
pentru {\displaystyle n\geq 0}. Asta presupune că 00 = 0 și A(0,0) = 1 (deoarece există o permutare a elementelor inexistente și nu are ascensiuni).
Identitatea lui Worpitzky exprimă xn ca o combinație liniară⁠(d) de numere euleriene cu coeficienții binomiali:
{\displaystyle x^{n}=\sum _{m=0}^{n-1}A(n,m){\binom {x+m}{n}}.}
Din identitatea lui Worpitzky rezultă că
{\displaystyle \sum _{k=1}^{N}k^{n}=\sum _{m=0}^{n-1}A(n,m){\binom {N+1+m}{n+1}}.}
Altă identitate interesantă este
{\displaystyle {\frac {e}{1-ex}}=\sum _{n=0}^{\infty }{\frac {A_{n}(x)}{n!(1-x)^{n+1}}}.}
Numărătorul din membrul drept este un polinom eulerian.
Pentru o funcție fixă {\displaystyle f:\mathbb {R} \rightarrow \mathbb {C} } care este integrabilă pe {\displaystyle (0,n)} există formula integrală
{\displaystyle \int _{0}^{1}\cdots \int _{0}^{1}f\left(\left\lfloor x_{1}+\cdots +x_{n}\right\rfloor \right)dx_{1}\cdots dx_{n}=\sum _{k}A(n,k){\frac {f(k)}{n!}}.}

## Numele euleriene de ordinul al doillea
Permutările multimulțimii {1, 1, 2, 2, ···, n, n} care au proprietatea că pentru fiecare k, toate numerele care apar între cele două apariții ale lui k în permutare sunt mai mari decât k sunt numărate de dublul factorial⁠(d) (2n−1)!!.
Numărul eulerian de ordinul al doilea, notat {\displaystyle \scriptstyle \left\langle \!\left\langle {n \atop m}\right\rangle \!\right\rangle }, indică numărul tuturor acestor permutări care au exact m ascensiuni. De exemplu, pentru n = 3 există 15 astfel de permutări, 1 fără ascensiuni, 8 cu o singură ascensiune și 6 cu două ascensiuni:
332211,
221133, 221331, 223311, 233211, 113322, 133221, 331122, 331221,
112233, 122133, 112332, 123321, 133122, 122331.
Numerele euleriene de ordinul al doilea satisfac relația de recurență, care decurge direct din definiția de mai sus:
{\displaystyle \left\langle \!\!\left\langle {n \atop m}\right\rangle \!\!\right\rangle =(2n-m-1)\left\langle \!\!\left\langle {n-1 \atop m-1}\right\rangle \!\!\right\rangle +(m+1)\left\langle \!\!\left\langle {n-1 \atop m}\right\rangle \!\!\right\rangle ,}
cu condiția inițială pentru n = 0, exprimată în notația cu paranteze Iverson:
{\displaystyle \left\langle \!\!\left\langle {0 \atop m}\right\rangle \!\!\right\rangle =[m=0].}
Corespunzător, polinomul eulerian de ordinul al doilea, notat aici Pn (nu există nicio notație standard pentru ele) sunt
{\displaystyle P_{n}(x)=\sum _{m=0}^{n}\left\langle \!\!\left\langle {n \atop m}\right\rangle \!\!\right\rangle x^{m}}
iar relațiile de recurență de mai sus sunt transformate într-o relație de recurență pentru șirul Pn(x):
{\displaystyle P_{n+1}(x)=(2nx+1)P_{n}(x)-x(x-1)P_{n}^{\prime }(x)}
cu condiția inițială
{\displaystyle P_{0}(x)=1.}
Această din urmă recurență poate fi scrisă într-o formă oarecum mai compactă cu ajutorul unui factor integrant:
{\displaystyle (x-1)^{-2n-2}P_{n+1}(x)=\left(x(1-x)^{-2n-1}P_{n}(x)\right)^{\prime }}
astfel încât funcția rațională
{\displaystyle u_{n}(x)=(x-1)^{-2n}P_{n}(x)}
satisface o recurență autonomă simplă:
{\displaystyle u_{n+1}=\left({\frac {x}{1-x}}u_{n}\right)^{\prime },\quad u_{0}=1,}
de unde se obțin polinoamele euleriene de ordinul al doilea ca Pn(x) = (1−x)2n un(x), și numerele euleriene de ordinul al doilea drept coeficienți.
Iată câteva valori ale numerelor euleriene de ordinul al doilea:
| mn | 0 | 1    | 2     | 3       | 4       | 5        | 6        | 7       | 8      |
| -- | - | ---- | ----- | ------- | ------- | -------- | -------- | ------- | ------ |
| 1  | 1 |      |       |         |         |          |          |         |        |
| 2  | 1 | 2    |       |         |         |          |          |         |        |
| 3  | 1 | 8    | 6     |         |         |          |          |         |        |
| 4  | 1 | 22   | 58    | 24      |         |          |          |         |        |
| 5  | 1 | 52   | 328   | 444     | 120     |          |          |         |        |
| 6  | 1 | 114  | 1452  | 4400    | 3708    | 720      |          |         |        |
| 7  | 1 | 240  | 5610  | 32120   | 58140   | 33984    | 5040     |         |        |
| 8  | 1 | 494  | 19950 | 195800  | 644020  | 785304   | 341136   | 40320   |        |
| 9  | 1 | 1004 | 67260 | 1062500 | 5765500 | 12440064 | 11026296 | 3733920 | 362880 |
Suma elementelor din al n-lea rând, care este și valoarea lui Pn(1), este (2n − 1)!!.
Indexarea numerelor euleriene de ordinul al doilea vine în trei variante:  după Riordan și Comtet, OEIS A201637 după Graham, Knuth și Patashnik și OEIS A340556, extinzând definiția lui Gessel și Stanley.